# Kinderbeuern
Kinderbeuern település Németországban, Rajna-vidék-Pfalz tartományban. Lakosainak száma 1018 fő (2023. december 31.). Kinderbeuern Bausendorf, Bengel és Kinheim községekkel határos.

## Népesség
A település népességének változása:
| Lakosok száma | 958  | 1026 | 1005 | 1021 | 1004 | 1018 |
|               | 1975 | 2017 | 2019 | 2021 | 2022 | 2023 |